# Hyparrhenia bracteata
Espèce
Synonymes
- Andropogon bracteatus Humb. & Bonpl. ex Willd.[1] [2]
- Andropogon lindenii Steud.[1]
- Andropogon nlemfuensis Vanderyst[1]
- Andropogon pilosovaginatus De Wild.[1]
- Andropogon setifer Pilg.[1]
- Andropogon trachypus Trin.[1]
- Anthistiria andropogonoides Steud.[1]
- Anthistiria foliosa Kunth[1]
- Anthistiria humboldtii (Spreng.) Nees[1]
- Anthistiria pilosa J.Presl[1]
- Anthistiria reflexa Kunth[1]
- Cymbopogon bracteatus (Willd.) Hitchc.[1]
- Cymbopogon foliosus (Kunth) Roem. & Schult.[1]
- Cymbopogon humboldtii Spreng.[1]
- Cymbopogon pilosovaginatus De Wild.[1]
- Cymbopogon reflexus (Kunth) Roem. & Schult.[1]
- Cymbopogon setifer (Pilg.) Pilg.[1]
- Hyparrhenia contracta Robyns[1]
- Hyparrhenia foliosa (Kunth) Andersson ex E.Fourn.[1]
- Hyparrhenia reflexa (Kunth) Andersson[1]
- Sorghum bracteatum (Humb. & Bonpl. ex Willd.) Kuntze[1]
- Themeda foliosa (Kunth) Balansa[1]

Hyparrhenia bracteata est une plante de la famille des Poaceae appartenant au genre Hyparrhenia.